# Phoebe cathia
Phoebe cathia är en lagerväxtart som först beskrevs av David Don, och fick sitt nu gällande namn av Kostermans. Phoebe cathia ingår i släktet Phoebe och familjen lagerväxter. Inga underarter finns listade i Catalogue of Life.